# Węgry (Opole)
Pour les articles homonymes, voir Węgry.
Węgry est une localité polonaise de la voïvodie et du powiat d'Opole. Le nom de ce village signifie également "Hongrie" en Polonais et est associé aux colons hongrois qui se sont installés dans cette région lors du passage des troupes de Stephen Báthory.